# Tamaricades palliatus
Tamaricades palliatus är en insektsart som beskrevs av Lethierry 1887 . Tamaricades palliatus ingår i släktet Tamaricades och familjen dvärgstritar. Inga underarter finns listade i Catalogue of Life.